# Peter J. Wexler
Peter J. Wexler (* 1923; † 2002) war ein britischer Romanist und Lexikologe.

## Leben und Werk
Peter Jacob Wexler promovierte 1951 an der Sorbonne über La formation du vocabulaire des chemins de fer en France, 1778-1842 (Genf/Lille 1955). Er lehrte zuerst an der Universität Manchester, dann an der University of Essex. Wexler lieferte zahlreiche Materialien für Bernard Quemadas Matériaux pour l'histoire du vocabulaire français. Datations et documents lexicographiques, Besançon 1959–1965. Vor allem aber stellte er dem Oxford English Dictionary 50.000 Zitate zur Verfügung, darunter 500 Erstbelege. Er publizierte in den Cahiers de lexicologie.